# Paläobotanik

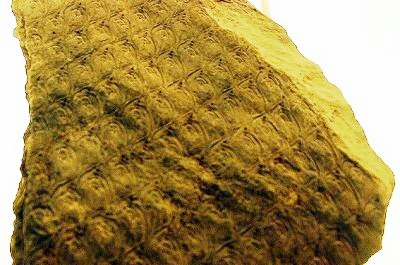
Fossil des Schuppenbaums Lepidodendron aculeatum

Die Paläobotanik ist die Wissenschaft von der Pflanzenwelt vergangener erdgeschichtlicher Perioden. Ihre Informationsquellen sind fossile Pflanzen bzw. deren Spuren, z. B. Abdrücke im Gestein. Die Paläobotanik ist damit ein Teilgebiet der Paläontologie. Fragen der Pflanzenevolution sind hier wichtig. Aus geographischer Perspektive kann man ergänzend auch eine Beziehung zur Chorologie sehen.
Die ersten Pflanzen besiedelten das Land bereits im Ordovizium. Funde von gut erhaltenen Pflanzenresten gibt es aus dem späten Silur und vor allem aus dem  Unterdevon. Eine der wichtigsten Fundstellen ist Rhynie in Schottland, wo auch die ersten Fossilien der 400 Millionen Jahre alten Landpflanze Rhynia gefunden wurden. Diese Pflanzen gehören wie die heutigen Farne zu den Sporenpflanzen.
Im Oberdevon kamen die ersten Samenpflanzen auf. Aus dem Karbon sind viele Funde der Pflanzen bekannt, die die sogenannten Steinkohlenwälder bildeten. Häufig kann man in Kohleflözen typische Formen wie Calamiten oder Lepidodendren finden. Die ersten Funde von Nadelbäumen stammen aus der Zeit des Westfaliums (Oberkarbon).
Die Grenzen der paläobotanischen Zeitabschnitte stimmen nicht immer mit denen der Paläozoologie überein, da die Entwicklung der Tierwelt stets von der Evolution der Pflanzen abhängig ist und daher erst in der Folge ihre größte Entfaltung erreicht. Der Geologe Kurd von Bülow schlug daher im Jahr 1941 eine Orientierung am Entwicklungsgang der Pflanzenwelt für die Grenzziehung der Erdzeitalter vor. Diese entspricht der noch heute gültigen und im deutschsprachigen Raum allgemein anerkannten Einteilung. Jedoch konnte sie sich in der englischsprachigen paläobotanischen Literatur nicht vollständig behaupten. Da häufig fossile Pflanzenteile als Zeitmarker fehlten, wurden überwiegend tierische Fossilien herangezogen, weshalb oftmals der zoologischen Einteilung der Vorzug gegeben wird.
Für die selbstkritische Arbeit der Paläobotanik (und der Paläontologie allgemein) ist es von zentraler Bedeutung, die Bedingungen ihrer Informationsbasis zu betrachten. In den allermeisten geologisch-ökologischen Fällen dienen abgestorbene Pflanzen anderen Organismen als Nahrung, kehren anderweitig in den biologischen Kreislauf zurück oder werden – da thermodynamisch instabil – schlicht chemisch zersetzt. In all diesen Fällen geht botanische Information vollständig oder nahezu vollständig verloren. Nur in ganz speziellen geochemischen Ausnahmefällen wird sie gut erhalten (geglückte Fossilisation). Die Paläobotanik ist daher gezwungen, an einem Informations-Puzzle zu arbeiten, bei dem die Bilder nur auf ganz wenigen Puzzle-Teilchen noch erkennbar sind. Dass solch seltene Teilchen überhaupt auftauchen, hat sehr spezielle physikalisch-chemische und materialwissenschaftliche Gründe. Diese physikalisch-chemische Basis der Fossilisation ist stets zu bedenken, will man nicht dem Irrtum verfallen, ein fossilarmer Gesteinsverband sei schon ein Beweis dafür, dass in den betreffenden geologischen Zeiten biologisch wenig stattgefunden hat.
Beim biologischen Informations-Rekonstruktionsprojekt Paläobotanik ist die Kenntnis physikalisch-chemischer und materialwissenschaftlicher Sachzusammenhänge und Mechanismen daher bedeutsam. Die besten Voraussetzungen für eine Bewahrung biologischer Information über viele Millionen Jahre hinweg, die über bloße geometrische Daten (Pflanzenabdrücke im Gestein ohne Erhaltung organischer Substanz) hinausgeht, finden sich bei Bernstein, Kieselhölzern und Kohleflözen.